# Bénévent-l'Abbaye
Bénévent-l'Abbaye is een gemeente in het Franse departement Creuse (regio Nouvelle-Aquitaine) en telt 824 inwoners (1999). De plaats maakt deel uit van het arrondissement Guéret.

## Geografie
De oppervlakte van Bénévent-l'Abbaye bedraagt 11,6 km², de bevolkingsdichtheid is 71,0 inwoners per km².

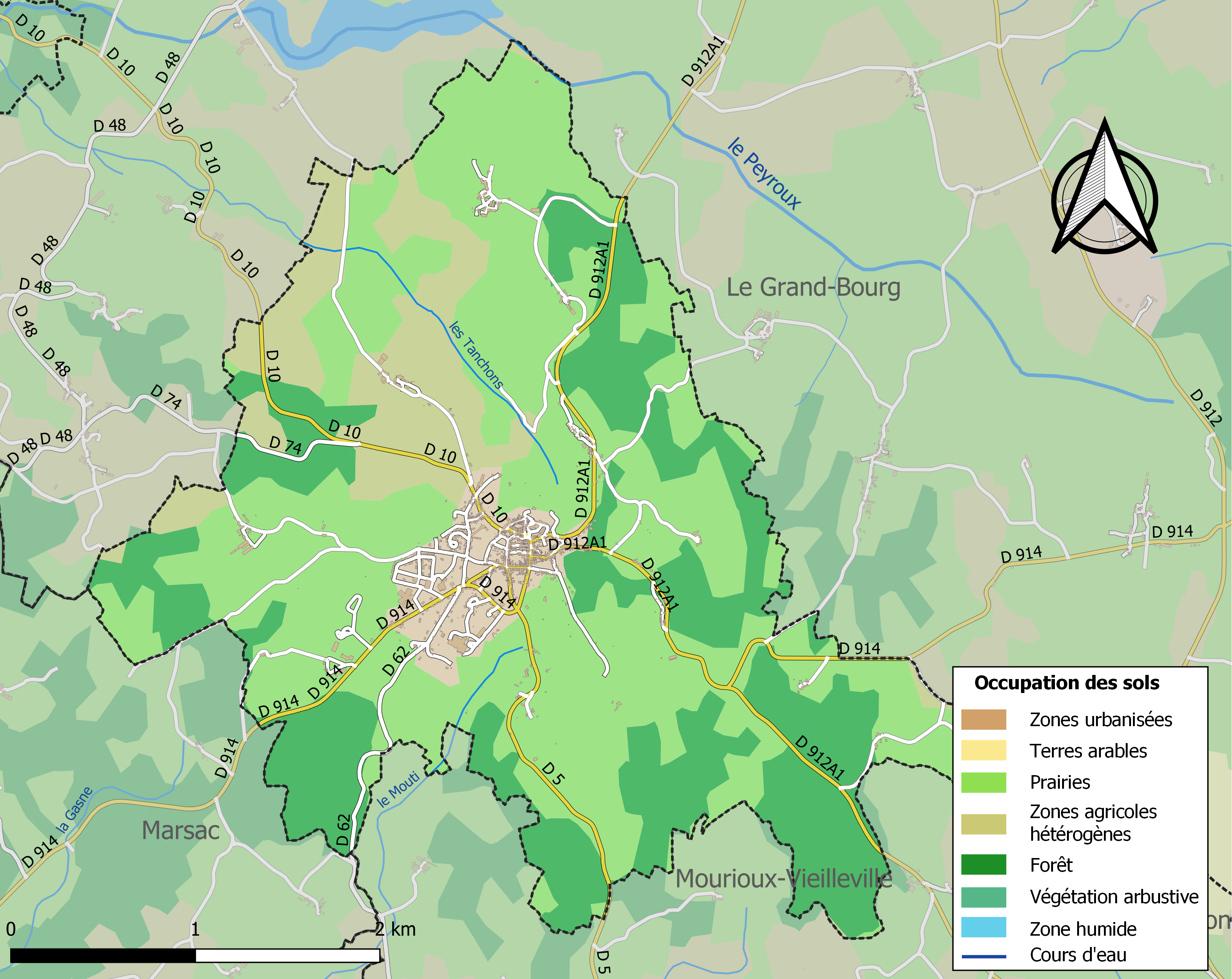
Kaart van de gemeente met de belangrijkste infrastructuur, bodemgebruik en omliggende gemeenten

## Demografie
Onderstaande figuur toont het verloop van het inwonertal (bron: INSEE-tellingen).

## Geschiedenis
In 1028 stichtte Umbert (of Humbert),kanunnik van Limoges het Augustijnenklooster van Segonzolas, op 1 km van het latere Bénévent. Het klooster zal in 1030 al verplaatst worden. In 1080 wordt in een akte van het kapittel van de kathedraal van Limoges het land van Segonzolas geschonken aan Raimond Boison en zijn gezellen om er een kerk te stichten. De kerk kreeg bij de wijding van de stad Benevento in Italië een relikwie van de apostel Bartholomeüs. Het dorp nam de naam van de Italiaanse plaats over en heette al in 1105 Bénévent.
St. Bartholomeüs preekte in Arabië en Mesopotamië en is levend gevild en gekruisigd als martelaar gestorven. Zijn feest is op 24 augustus. Men beeldt deze heilige vaak af met een vilmes en met de huid over zijn arm gehangen. Zo'n beeld staat in de kerk in de kapel St. Barthélemy.
Het bezit van een apostelrelikwie en de ligging op de pelgrimsroute naar Compostela was garantie voor snelle rijkdom. De monniken bouwden tussen 1120 en 1150 al een nieuwe grote kerk. De kerk is een karakteristiek voorbeeld van de Romaanse Limousinstijl en de vele restauraties hebben de stijl vrijwel onverlet gelaten. Alleen de klokkentoren is gewijzigd. Net als elders op de pelgrimsroute vertoont de decoratie mozarabische invloeden. Bij de bouw is veelvuldig gebruikgemaakt van de gulden snede als symbool van de kosmische orde, waardoor de kerk een harmonische indruk maakt. De kerk is binnen versierd met 44 kapitelen vol symbolische afbeeldingen en buiten met 145 gebeeldhouwde modillons (gootklossen). De stichter Umbert heeft zijn grafkapel in de kerk. Men kwam vanuit het klooster via een lage deur in deze kapel, die dwong de monniken zich te bukken, een teken van nederigheid.
Van het 12e-eeuwse klooster is vrijwel niets over, slechts een deur en een gotische trap opzij van de kerk.
In 1459 werd ket klooster tot abdij verheven ten behoeve van Louis Foucauld, eerste abt, lid van familie de Foucauld uit Saint-Germain-Beaupré en Bénévent werd Bénévent-l'Abbaye.

## Foto's

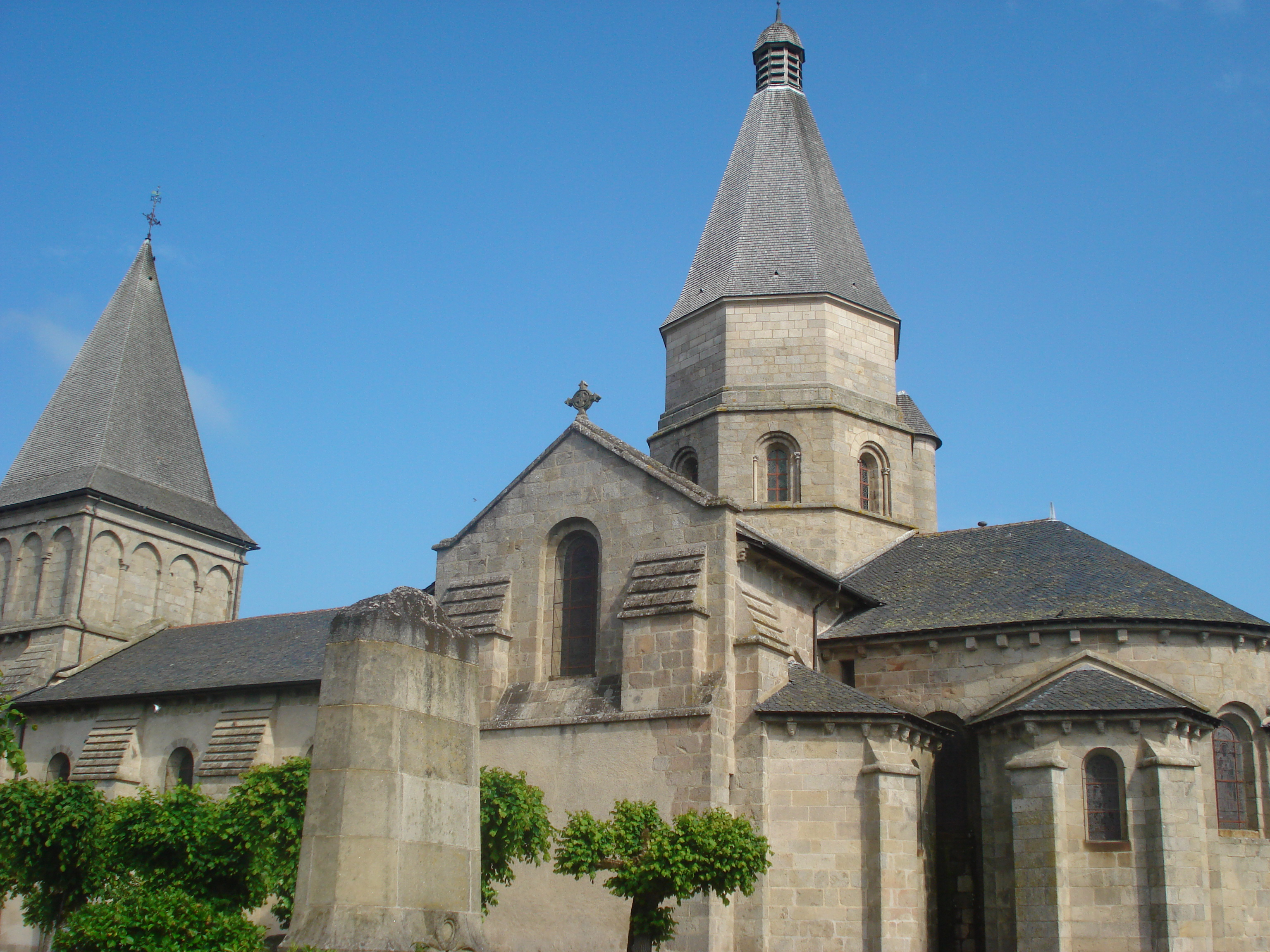
kerk van Bénévent-l'Abbaye
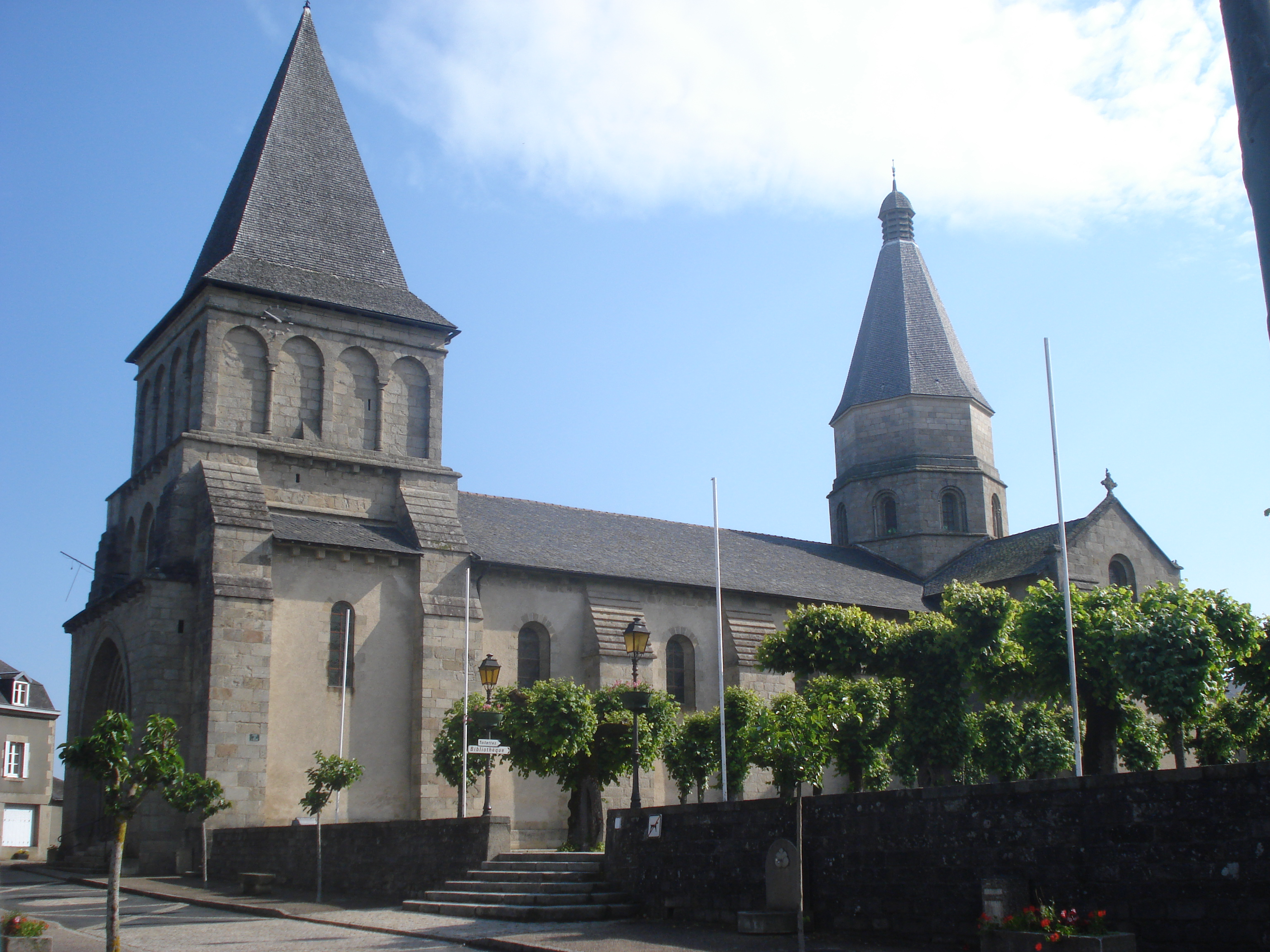
kerk van Bénévent-l'Abbaye
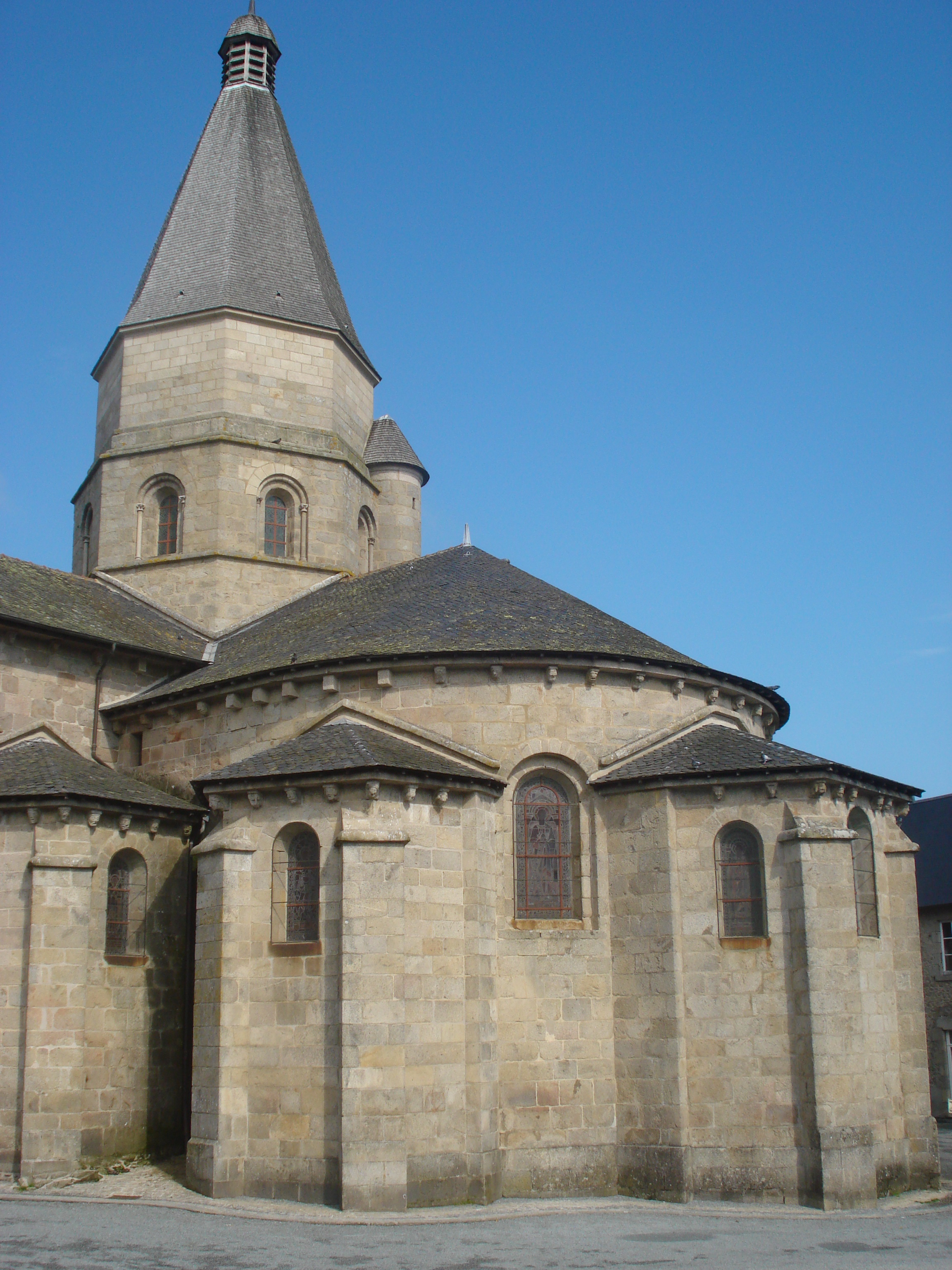
Bénévent-l'Abbaye, kerk, koorzijde
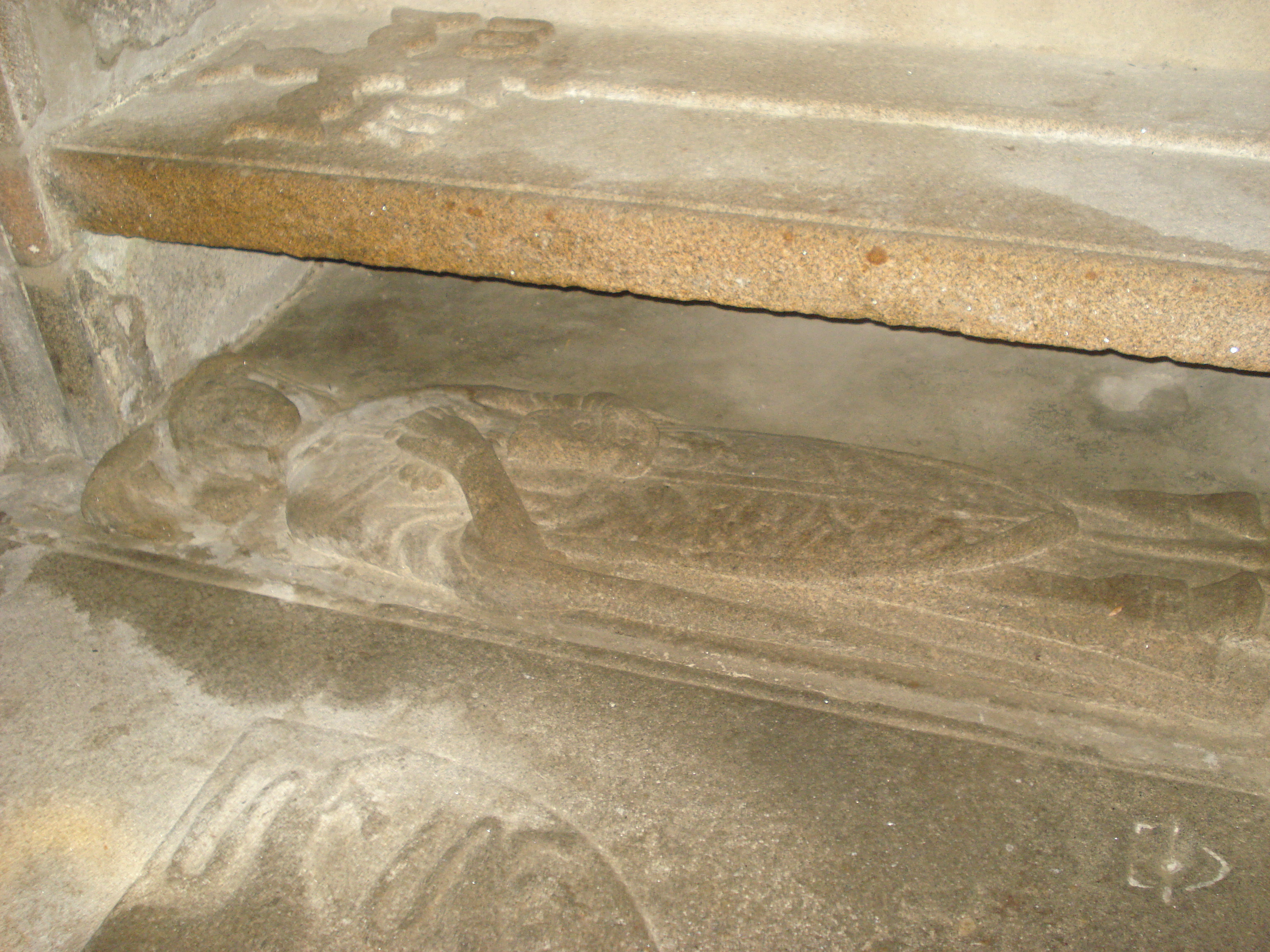
Bénévent-l'Abbaye, graf van Umbert, stichter van het klooster
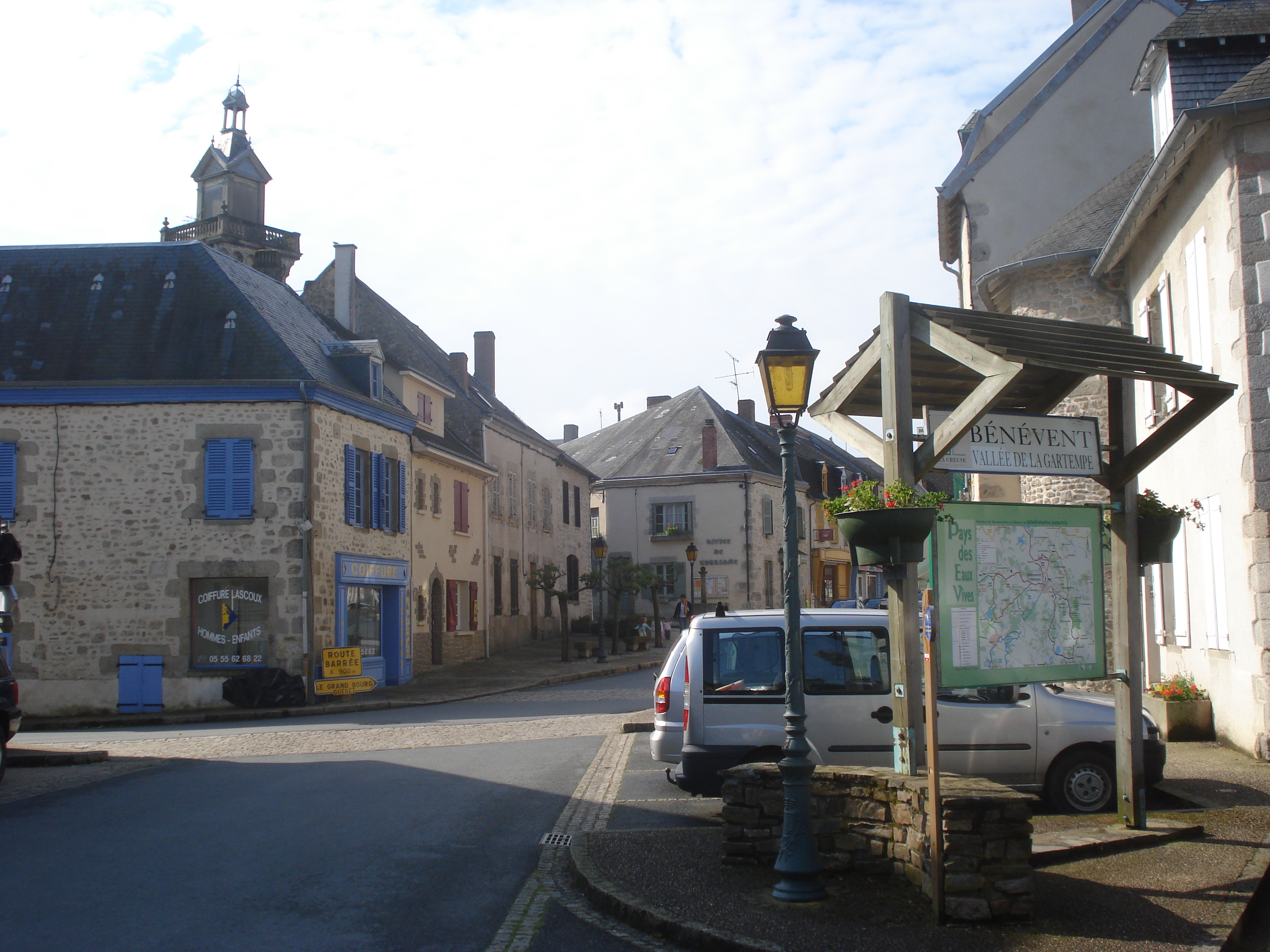
Bénévent-l'Abbaye, centrale plein met infobord
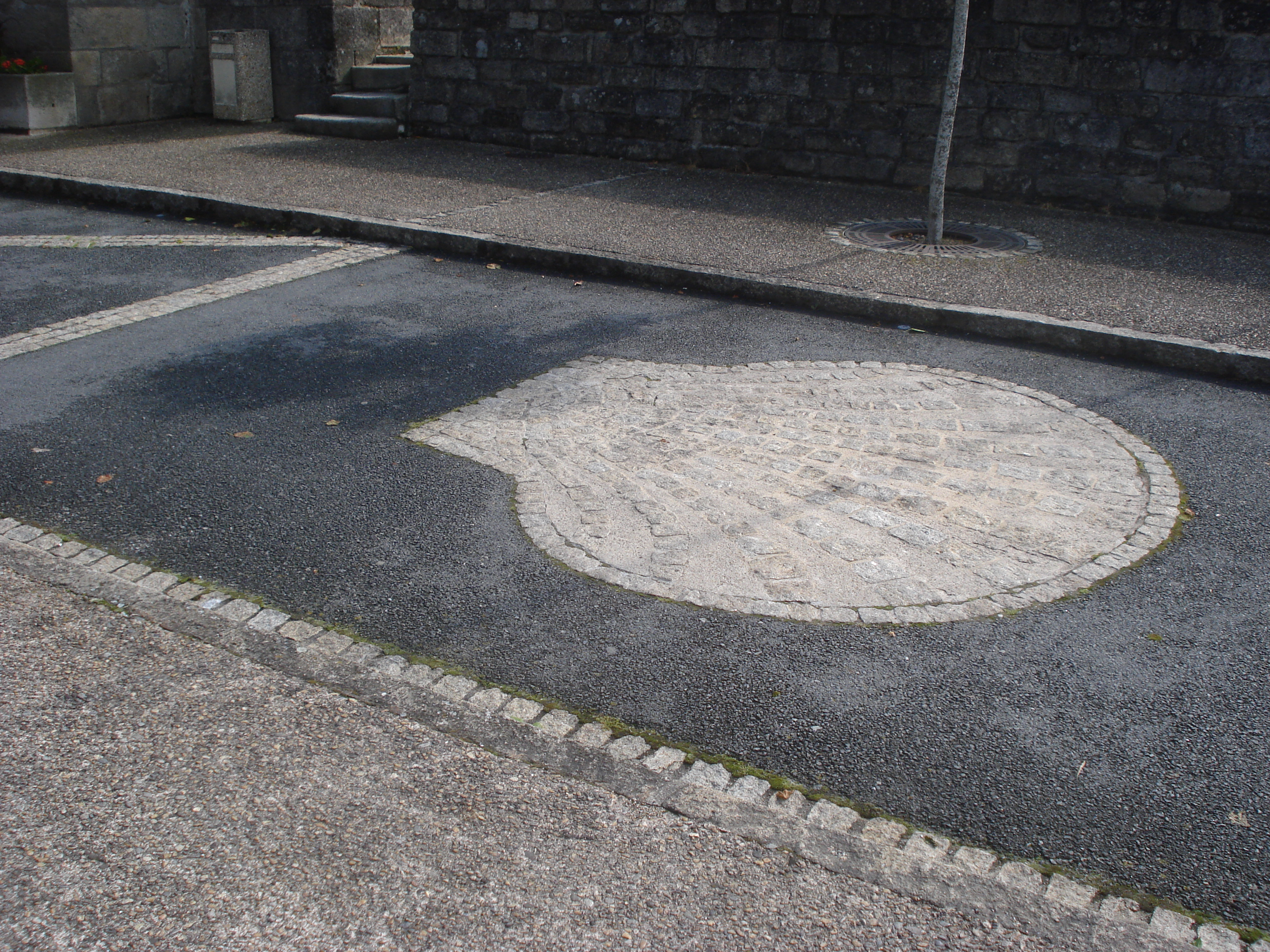
Bénévent-l'Abbaye, plaveisel van St.Jacobsschelp